# ドボワチン D.500
D.500
フランス空軍のD.500
- 用途：戦闘機
- 設計者：イミーユ・デヴォアティーヌ
- 製造者：デヴォアティーヌ
- 運用者
- フランス空軍
- スペイン人民戦線軍
- 中華民国空軍
- 陸軍飛行戦隊
- 大日本帝国海軍
- 初飛行：1932年6月18日
- 生産数：381機
- 生産開始：1934年
- 運用開始：1935年7月
- 退役：1940年代前半
- 運用状況：退役

D.500（Dewoitine D.500）は1930年代にフランスのデヴォアティーヌ（ドボワチン）社で製造された、固定脚の全金属製単葉戦闘機である。

## 開発
1930年に、ニューポール 62に変わる戦闘機を求めるフランス空軍の仕様書C1に基づいてイミーユ・デヴォアティーヌによって設計された。試作機は1932年6月18日初飛行し、1933年11月に60機の注文を獲得し、最初の生産型は1934年11月29日に飛行した。機首の機銃をモーターカノンに変更した型はD.501という記号に改名された。1935年7月から運用が開始され、1936年10月にはエンジン強化型のD.510が運用を開始した。
開発当時としては先進的な全金属製の低翼単葉機であったが、一方で吊り下げ式の固定脚や開放式コクピットなどの古い特徴も残していた。

## 運用

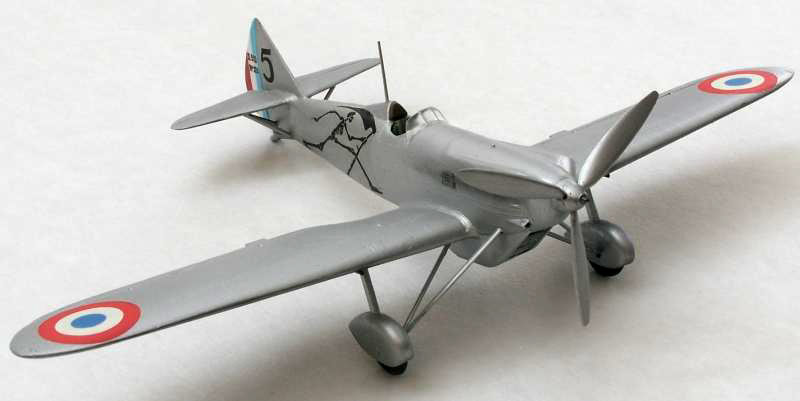
フランス空軍塗装のドボワチン D.510（模型）

1939年にモラーヌソルニエM.S.406が運用を開始するまでフランス空軍の主力機の地位を占めた。1939年9月時点で、D.500、D.501は地域防衛、練習機部隊に配置転換された。第二次世界大戦開戦の時点で、フランス空軍の主力は引き込み脚のモラーヌソルニエM.S.406やドボワチン D.520となっていたが、D.510は2個の戦闘機隊と北アフリカの2個の戦闘機隊、2個の海軍飛行隊に配備されていた。モロッコのD.510の戦闘機部隊(ERC571)は、1939年11月までD.500を運用し、ERC573とともにGC III/4に改編され、1940年末まで活動した。ダカールの戦闘機隊GC I/6は、1941年にカーチス H-75に機種変更するまでD.510を運用した。
フランス国外には、リトアニアに7機のD.501が輸出され、2機のD.510がスペイン内戦の共和国軍に参加した。共和国軍のD.510は1936年にスペインに到着し、フランス政府がエンジンの返還を求めたためソビエト製のクリーモフ M-100が取り付けられ71沿岸防衛部隊に配備された。この2機は1938年に1機が着陸時に大破し、もう1機は爆撃により破壊された。また、中華民国空軍にも輸出され、1938年に日本軍との戦闘に加わった。
一方の大日本帝国も、1935年9月に陸軍と海軍がモーターカノンの研究用にD.510Jを1機ずつ購入し、陸軍ではキ12が、海軍では九六式三号艦上戦闘機が試作された。この時、日本製戦闘機との性能比較も行われたが、九六式艦上戦闘機とキ27（後の九七式戦闘機）双方に総合性能で劣るとされた。海軍における名称はデボアチン戦闘機（略符号AXD1）、陸軍における名称はデ式戦闘機。

## 派生型
D.500.01
試作型
D.500
エンジンにイスパノスイザ12Xbrs （690hp）を装備。武装として7.7 mm ヴィッカース機銃または 7.5 mm Darne 機首機銃 ×2 と、7.5 mm Darne 翼内機銃 ×2。101機を生産。
D.501
武装をイスパノスイザ HS.7 20mm モーターカノン ×1、7.5 mm Darne 翼内機銃 ×2に強化。157機を生産。
D.503
D.511のエンジンを、イスパノスイザ12Xcrsに換装。試作のみ。
D.510
エンジンをイスパノスイザ12Ycrs （860hp）に強化。武装をイスパノスイザ HS.9 20 mm モーターカノン ×1、翼内機銃をMAC 1934 7.5 mm 機関銃 ×2に換装。120機生産。
D.511
D.501の翼を再設計しエンジンをイスパノスイザ12Ycrsに換装した試作機。D.503に改造された。
D.510J
日本軍が参考用に購入したD.510。
AXD1
D.510Jの日本海軍における名称。

## 要目(D.510)
- 乗員：1 名
- 全長：7.94 m
- 全幅：12.09 m
- 全高：2.42 m
- 翼面積：16.50 m2
- 空虚重量：1,496 kg
- 全備重量：1,929 kg

D.500

- エンジン：イスパノスイザ 12Ycrs V型エンジン 860 hp ×1
- 最高速度：402 km/h （高度5,000m）
- 巡航高度：11,000 m
- 航続距離：700 km
- 武装
  - イスパノスイザ HS.9 20mm 機関砲 ×1 （モーターカノン）
  - MAC 1934 7.5 mm 機銃 ×2